# Weggis
Weggis (Aussprache [ˈvɛkis]) ist eine politische Gemeinde im Wahlkreis Luzern-Land des Kantons Luzern in der Schweiz. Diese wurde nach dem gleichnamigen Hauptort benannt.

## Geographie

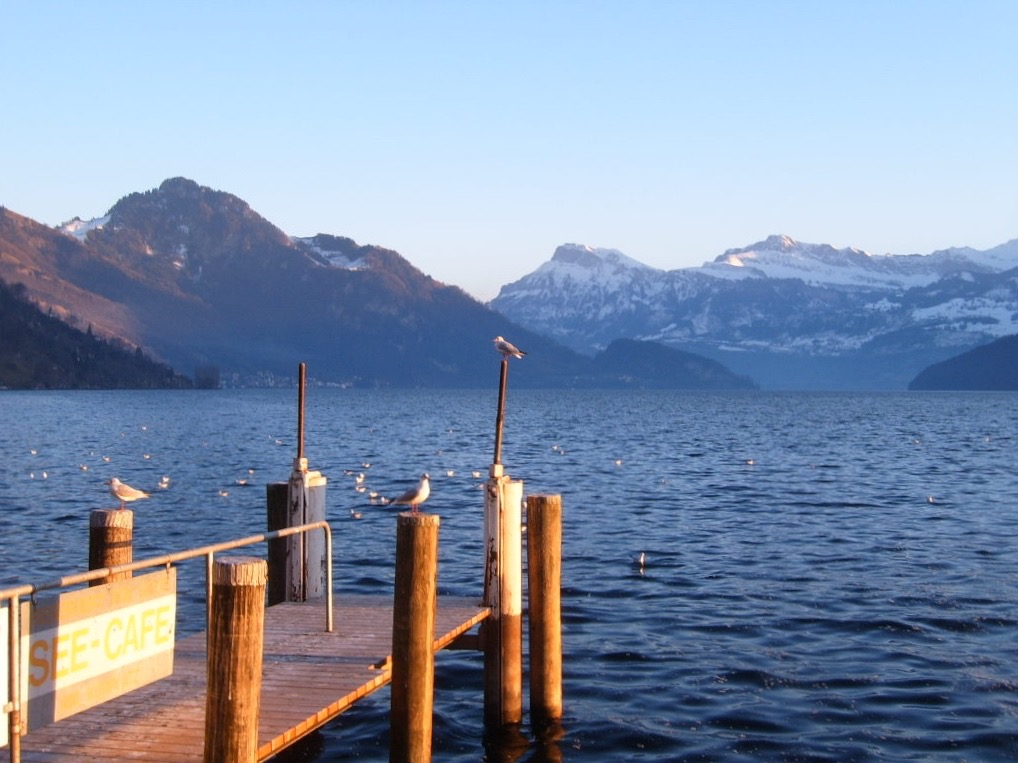
Vierwaldstättersee, von der Seepromenade aus gesehen

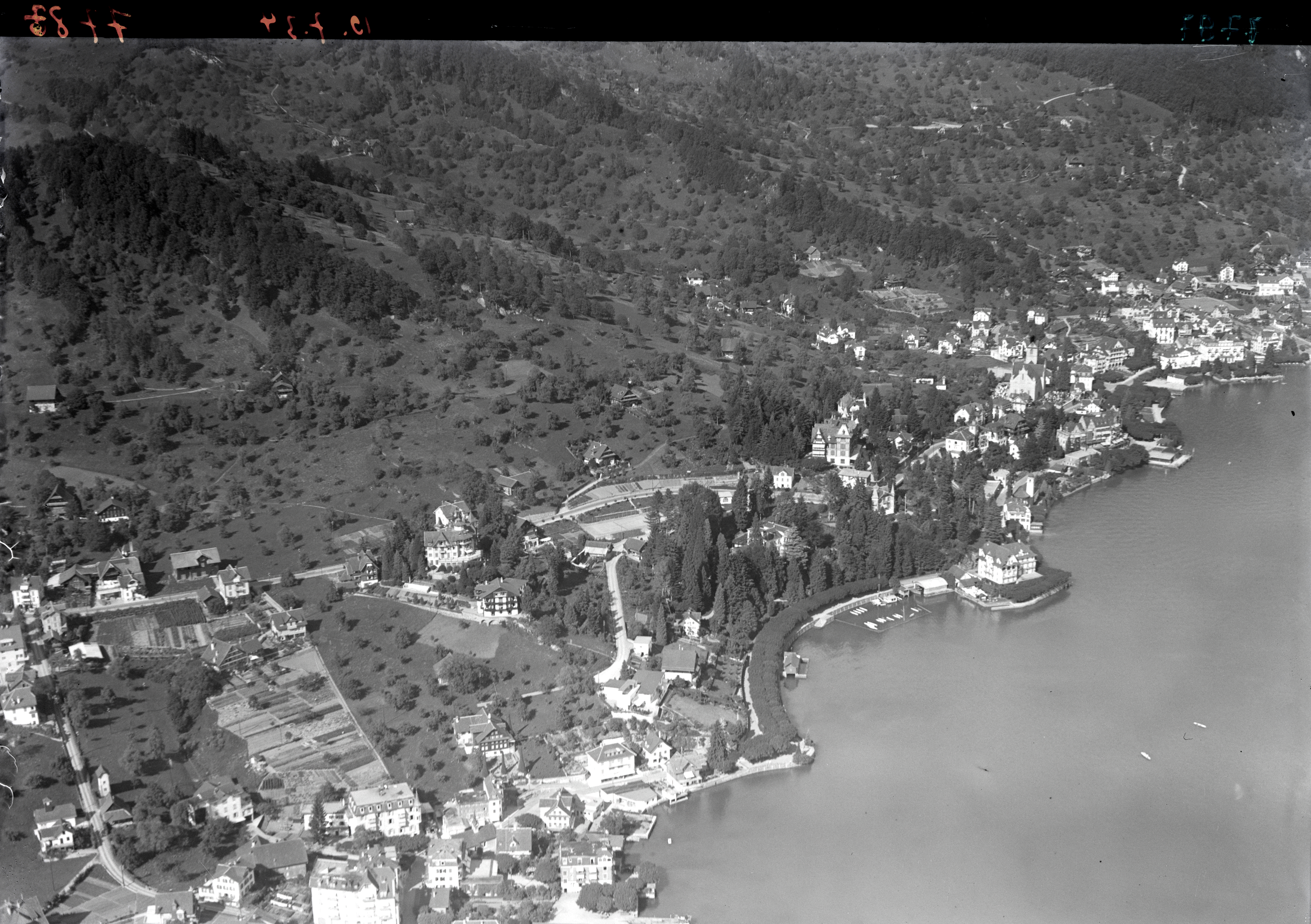
Luftbild aus 200 m von Walter Mittelholzer (1934)

Ortsansicht von Weggis mit Blick über den Vierwaldstättersee, 1908

Weggis liegt in einer nach dem Ort benannten Ausbuchtung (Weggiserbecken) des Vierwaldstättersees am Südwestfuss der Rigi. Der Ort hat ein ausgesprochen mildes Klima und ist bekannt für das Gedeihen von zahlreichen südlichen Pflanzen (u. a. Kastanienbäume, Palmen, Weintrauben und Orchideen).
Das Dorf Weggis liegt auf einer in Südrichtung gelegenen Ebene am Ufer des Vierwaldstättersees. Früher bestand es bloss aus den beiden Ortsteilen Unterdorf im Westen und Oberdorf östlich davon. Durch die rege Bautätigkeit auf Grund der Lage entstanden in den letzten Jahrzehnten die Quartiere Hinterdorf (östlich vom Oberdorf), Rain und Laugneri (beim Hinterdorf), Baumen und Dörfli beim Unterdorf – sowie Tischital und Rigiblick am Hang oberhalb des Oberdorfs. Ganz in der Südwestecke, einer Halbinsel, liegt der Ortsteil Hertenstein LU (2,3 km südwestlich des Dorfs; am Seeufer). An der Gemeindegrenze zu Vitznau, 1,9 km südöstlich des Dorfs, ist quasi ein weiterer Ortsteil entstanden. Vom Seeufer auf 436 m ü. M. bis auf eine Höhe von 794 m ü. M. sind verschiedene Weiler zusammengewachsen. Diese sind: Riedsort (am Seeufer), Bannholz (667 m ü. M.), Bodenberg (642 m ü. M.) und Säntiberg (794 m ü. M.). Weit oben am Hang, erschlossen durch Seilbahn und Zahnradbahn, liegt der Ortsteil Rigi Kaltbad (2,8 km nordöstlich; 1438 m ü. M. bis 1471 m ü. M.). Viele weitere Häusergruppen und Einzelgehöfte gehören zur Gemeinde.
Mit Ausnahme des Herrenwalds nördlich von Hertenstein ist der Westen und die Mitte der Gemeinde waldlos. Anders sieht es am Rigihang östlich vom Hinterdorf aus, dieser Teil der Gemeinde ist stark von Wald bedeckt. Grössere Waldgebiete sind der Chilewald (Kirchenwald) am Hang nordöstlich des Hinterdorfs, durch den der Chienbach zum Vierwaldstättersee fliesst, und der Lützelauerwald an der östlichen Gemeindegrenze.
Die Gemeindegrenze geht vom Vierwaldstättersee westlich von Unterwilen (Gemeinde Vitznau) in Richtung Norden 1000 Höhenmeter nach oben bis Rigi First (im Kanton Schwyz). Von dort in nordwestlicher Richtung nördlich an Rigi Kaltbad vorbei zum Rotstock (1659 m ü. M.). Dann dreht sie nach Westen und stösst südlich von Greppen wieder an den Vierwaldstättersee. Weggis grenzt an Küssnacht SZ und Greppen im Norden, an Arth im Kanton Schwyz im Nordosten, an Vitznau im Osten und Südosten und an den Vierwaldstättersee.
Vom Gemeindeareal von 1182 ha (ohne Seeanteil) sind 41,0 % landwirtschaftliche Nutzfläche. Fast ebenso viel – 38,5 % – sind von Wald und Gehölz bedeckt, und 18,7 % sind Siedlungsfläche (Stand 2015/16).

## Bevölkerung
Zwischen 1798 und 1850 nahm die Bevölkerung stark zu (+ 46,3 %). Von 1850 bis 1880, mit Ausnahme des Jahres 1870, blieb die Zahl der Einwohner konstant. Danach setzte bis 1970, von zwei Stagnationsphasen (1930–1941 und 1950–1960) unterbrochen, ein ständiges Wachstum der Bewohnerzahl ein (1880–1970: + 94,5 %). Hauptgrund dafür war der Fremdenverkehr, von dem die Bevölkerungsentwicklung stark abhängig war. In diesen 90 Jahren hat sich die Bevölkerung also beinahe verdoppelt. Die 1970er-Jahre brachten einen Rückschlag (1970–1980: − 6,0 %). Seither wächst die Bevölkerung wegen der guten Lage und der Hotelfachschulen mit ihrer grossen Schülerzahl sehr stark (1980–2010: + 79,1 %). Im Jahr 1991 überschritt die Einwohnerzahl die Marke von 3000 Personen, im Jahr 2007 bereits die Marke von 4000 Einwohnern. Seit 2010 hat sich das Bevölkerungswachstum verlangsamt.
Quellen: 1798–1837: Helvetische und kantonale Volkszählungen; Bundesamt für Statistik; 1850 bis 2000 Volkszählungsergebnisse, 2010 ESPOP, seit 2011 STATPOP

### Sprachen
Die Bevölkerung benutzt als Alltagssprache eine höchstalemannische Mundart. Der Dialekt von Weggis weicht stark von dem in der Stadt Luzern ab und ähnelt dem des Kantons Schwyz (Beispiele «ich gehe» / Stadt Luzern: ech goh; Kanton Schwyz und Weggis: ich gah; «neu» / Stadt Luzern: nöi; Kanton Schwyz und Weggis: nüü). Bei der letzten Volkszählung im Jahr 2000 gaben 84,90 % Deutsch, 1,63 % Portugiesisch und 1,41 % Englisch als Hauptsprache an.

### Religionen – Konfessionen
Früher waren alle Bewohner Mitglied der Römisch-Katholischen Kirche. Durch Kirchenaustritte und Zuwanderung aus anderen Regionen der Schweiz und dem Ausland hat sich dies geändert. Am 30. Juni 2014 gab es 55,6 % römisch-katholische und 15,60 % evangelisch-reformierte Christen.

### Herkunft – Nationalität
Ende 2022 zählte die Gemeinde 4570 Einwohner. Davon waren 3373 Schweizer Staatsangehörige und 1197 (= 26,2 %) Menschen anderer Staatsangehörigkeit. Die grössten ausgewiesenen Zuwanderergruppen kommen aus Deutschland (372 Menschen), Portugal (139), Italien (67), Spanien (35) und dem Kosovo (24). 409 Personen stammen aus weiteren Ländern Europas, 151 sind aussereuropäischer Herkunft.

## Geschichte

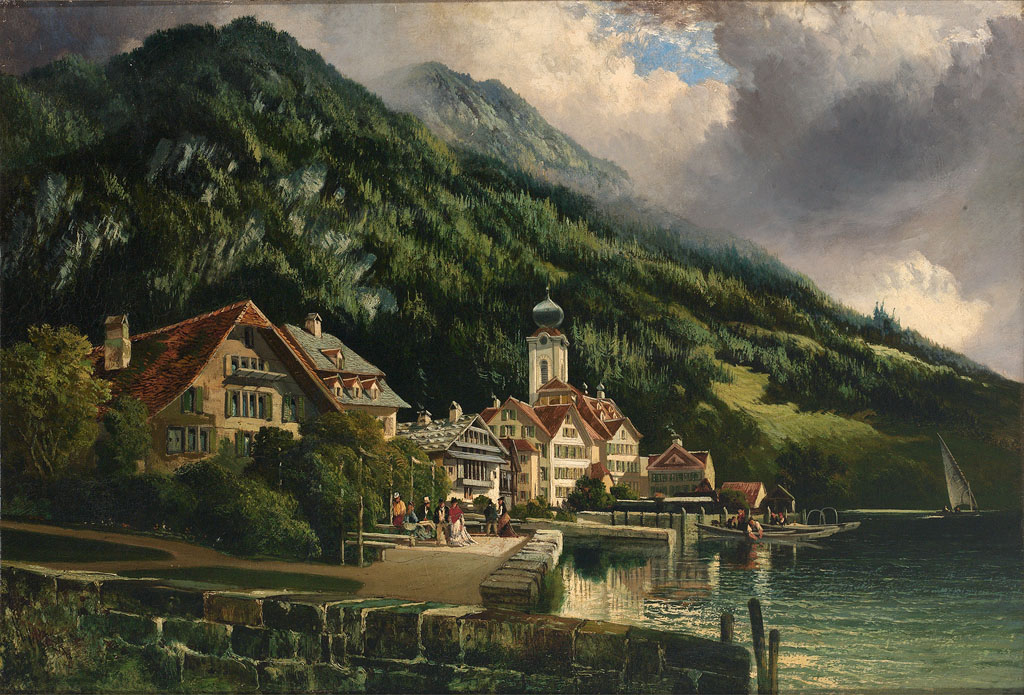
Henry Valter: Der Rigi vom Hotelgarten aus, Weggis, Schweiz, vor 1898

Um 800 erwarb das Kloster Pfäfers (SG) den Hof «Wattawis». Die Gemeinde war damals aber schon länger besiedelt. Der Gemeindename stammt aus dem Keltischen und bedeutet «Ort der Fährleute». Die erste urkundliche Erwähnung von Weggis unter seinem lateinischen Namen Guategisso stammt aus dem Jahre 1116, als Papst Paschalis II. dem Kloster Pfäfers seine Besitzrechte bestätigte. Die freiheitsliebenden Bewohner unterstanden einige Zeit der Herrschaft der Habsburger. Sowohl für die Klosterbrüder wie für die Habsburger übten die Herren von Hertenstein die Regentschaft aus. Doch bereits 1332 wurden Weggis und Gersau Freie Republiken und Bundesgenossen der benachbarten Urschweizer. Dieses wurde 1359 in einem Bundesbrief der Eidgenossen bestätigt. Dennoch verkauften die Herren von Hertenstein ihre Rechte im Jahr 1380 an die Stadt Luzern. Diese verwalteten Weggis bis 1798 als Teil der Landvogtei Weggis. Die Weggiser wehrten sich aber in mehreren Aufständen bis 1588 gegen die Herren von Luzern. Im Bauernkrieg von 1653 standen sie für einmal aufseiten der Herrschaft von Luzern. Die Gemeinde gehörte von 1798 bis 1803 zum Distrikt Luzern, danach zum neu geschaffenen Amt Luzern. 1798 wurde der Ortsteil Vitznau von Weggis abgetrennt und eine selbständige Gemeinde. Das Fusionsprojekt der drei Luzerner Rigigemeinden Weggis, Vitznau und Greppen wurde 2005 auf unbestimmte Zeit sistiert.
Nachdem im Nachbarort Greppen 2023 eine Befragung zu einer möglichen Fusion durchgeführt wurde, wurden die Einwohner von Weggis 2024 befragt. Die Umfrage zeigte starkes interesse an einer Fusion.

### Gemeinderat
Der Gemeinderat von Weggis besteht aus fünf Mitgliedern (Amtsdauer 2024–2028):
- Roger Dähler (parteilos): Gemeindepräsident, Ressort Präsidiales
- Beatrix Küttel (Mitte): Ressort Soziales
- Robin Küttel (FDP): Ressort Bau und Infrastruktur
- Peter Isele (FDP): Ressort Bildung
- Marcel Waldis (Mitte): Ressort Finanzen

Godi Marbach: Gemeindeschreiber und Geschäftsführer

### Kantonsratswahlen
Bei den Kantonsratswahlen 2023 des Kantons Luzern betrugen die Wähleranteile in Weggis: Mitte (einschliesslich Junge Mitte) 33,1 %, SVP 26,73 %, FDP 21,14 %, Grüne (mit JG und GrüneUnt) 8,02 %, SP 7,39 %, glp (mit JGLP) 6,35 % und EVP 0,55 %.

### Nationalratswahlen
Bei den Schweizer Parlamentswahlen 2023 betrugen die Wähleranteile in Weggis: Mitte 33,1 %, SVP 27,2 %, FDP 19,9 %, SP 7,3 %, GPS 5,7 %, glp 5,0 % und EVP 0,3 %.

### Ortsparteien
- Die Mitte Weggis
- FDP Weggis
- SVP Weggis
- Forum Weggis[14]

### Wappen
Laut der Gemeindeordnung von Weggis zeigt das Wappen „ein weisses Egli im roten Feld“. Die auf den Seiten des Staatsarchivs Luzern genannte Blasonierung lautet In Rot ein gebogener weisser Barsch. Nicht in allen überlieferten Darstellungen ist der dargestellte Fisch aber stets als Egli erkennbar.

## Wirtschaft
Im Jahr 2016 gab es 404 Arbeitsstätten mit 2216 Beschäftigten in Weggis. Der Anteil der Beschäftigten in der Landwirtschaft ist in den letzten Jahrzehnten stark zurückgegangen. Die Landwirtschaft bietet nur noch 5,64 % der Erwerbstätigen (125 Personen) in 36 Betrieben eine berufliche Existenz. Weit bedeutender sind heute Industrie und Gewerbe mit 62 Betrieben und 520 Beschäftigten und der Dienstleistungsbereich mit 306 Arbeitsstätten und 1571 Beschäftigten.

### Tourismus

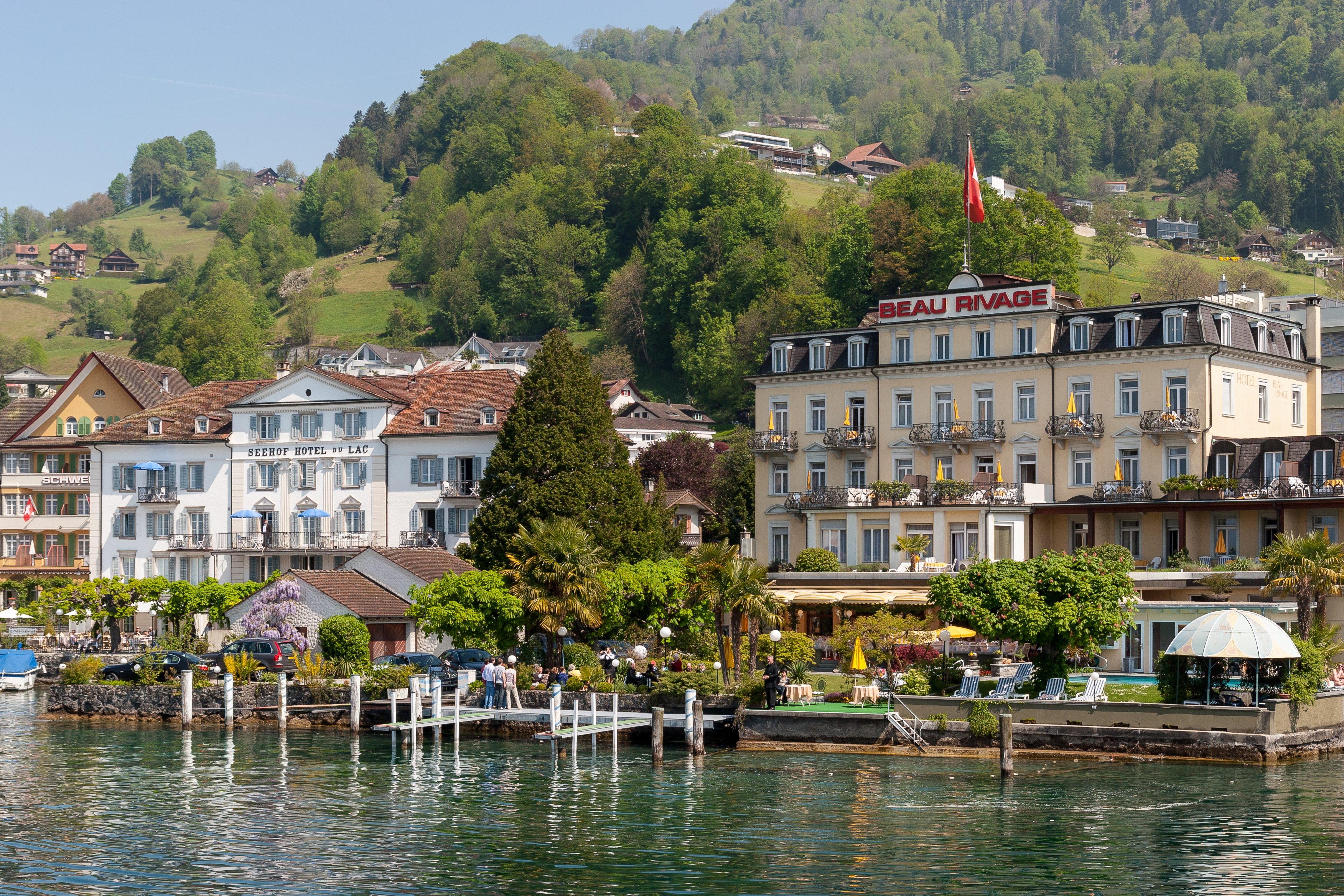
Hotels am See

Nach Luzern ist Weggis der zweitgrösste Touristenort des Kantons Luzern. Mit der Luftseilbahn Weggis–Rigi Kaltbad gelangt man nach Rigi Kaltbad, in dessen Nachbarschaft der Aussichtspunkt Chänzeli liegt. Von Rigi Kaltbad kann man mit der Zahnradbahn (Vitznau-Rigi-Bahn) weiter bergauf fahren. Weggis wird wegen seines südländischen Klimas auch als «Riviera der Zentralschweiz» bezeichnet.

### Verkehr

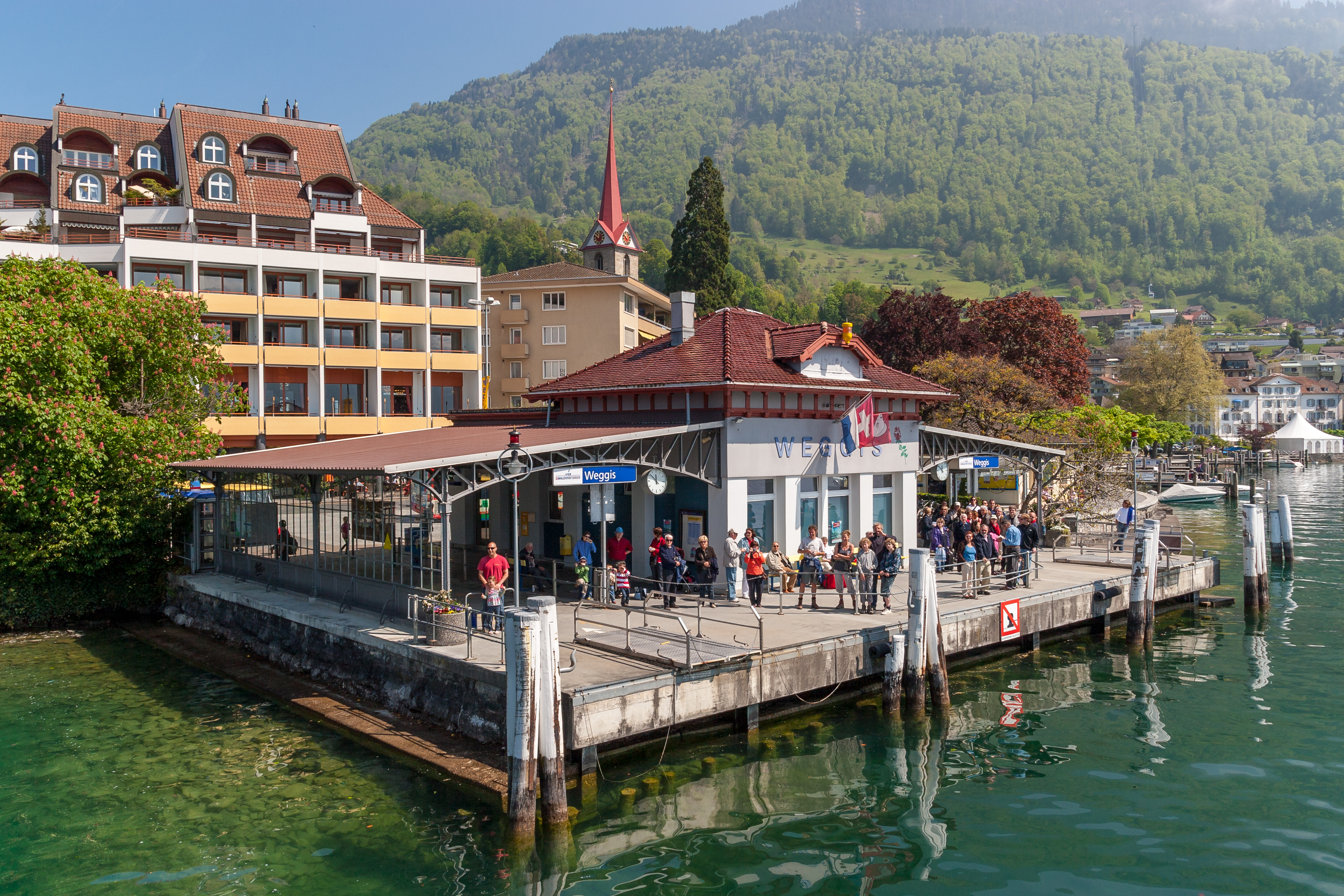
Schifflände Weggis

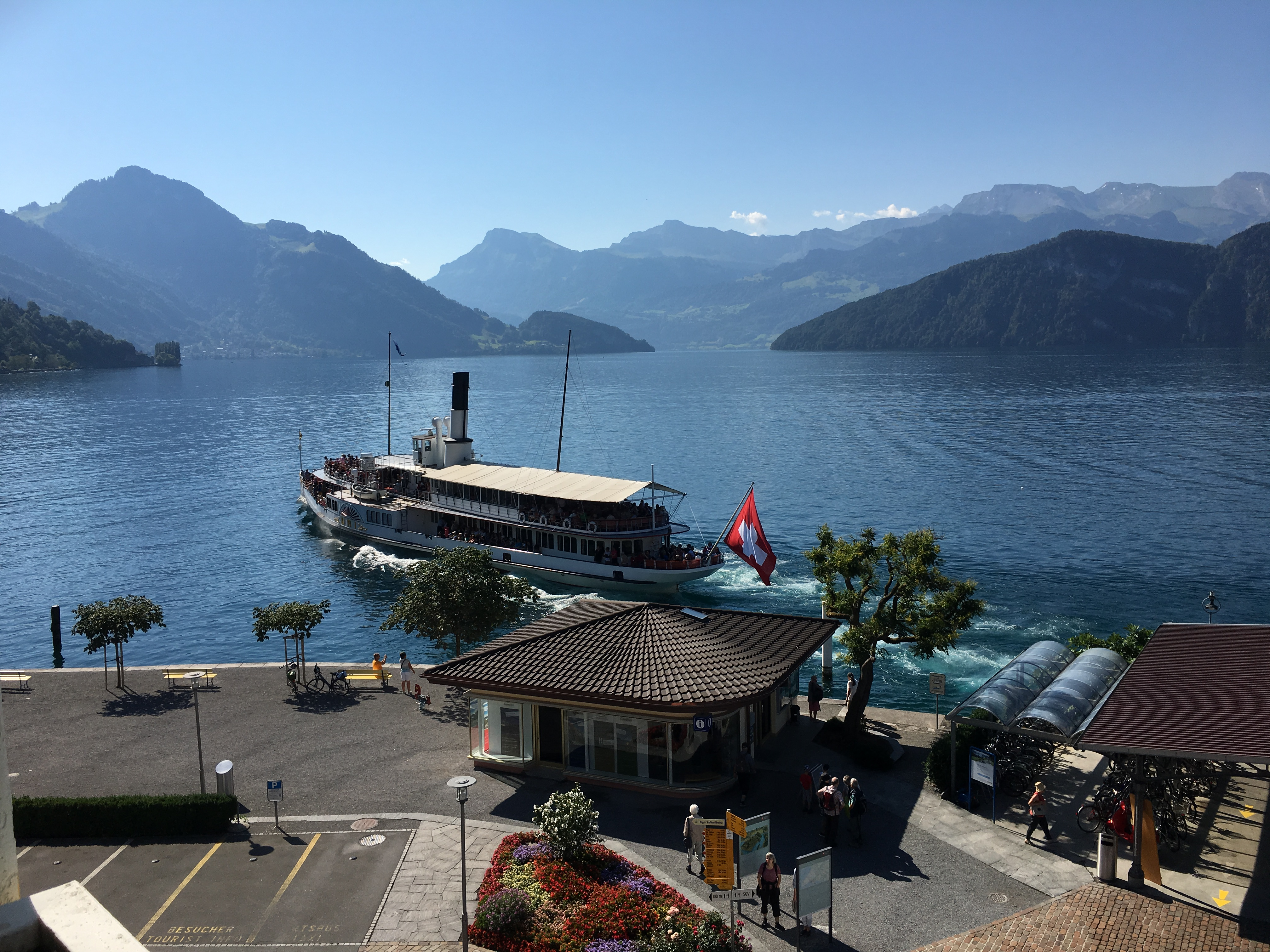
Tourist Information und Schiffstation mit DS Uri

Weggis ist gut durch den öffentlichen Verkehr erschlossen.
Per Schiff mit der Schifffahrtsgesellschaft des Vierwaldstättersees (SGV) auf der Strecke Luzern–Brunnen–Flüelen. Die Schiffe von und nach Luzern verkehren meist im Stundentakt.
Per Bus mit der Auto AG Schwyz. Die Buslinie 502 («Riviera-Linie») Küssnacht–Weggis–Gersau–Brunnen–Schwyz–Arth verbindet die Gemeinden auf der Rigisüdseite miteinander. Der Bahnhof von Küssnacht SZ liegt an der Strecke Luzern–Arth-Goldau und der Bahnhof Brunnen an der Gotthardlinie (Basel–Chiasso). Die Nachtbuslinie N33 verbindet Küssnacht mit Weggis und Vitznau. Der Ortsbus Weggis verbindet die Weiler Riedsort und Bodenberg mit der Seilbahn-Talstation und der Schiffstation.
Per Luftseilbahn nach Rigi Kaltbad.
Weggis liegt an der Strasse Küssnacht–Gersau–Brunnen. Der nächstgelegene Autobahnanschluss Küssnacht (#36) an der A4 ist 10 km entfernt.

#### Lidobus

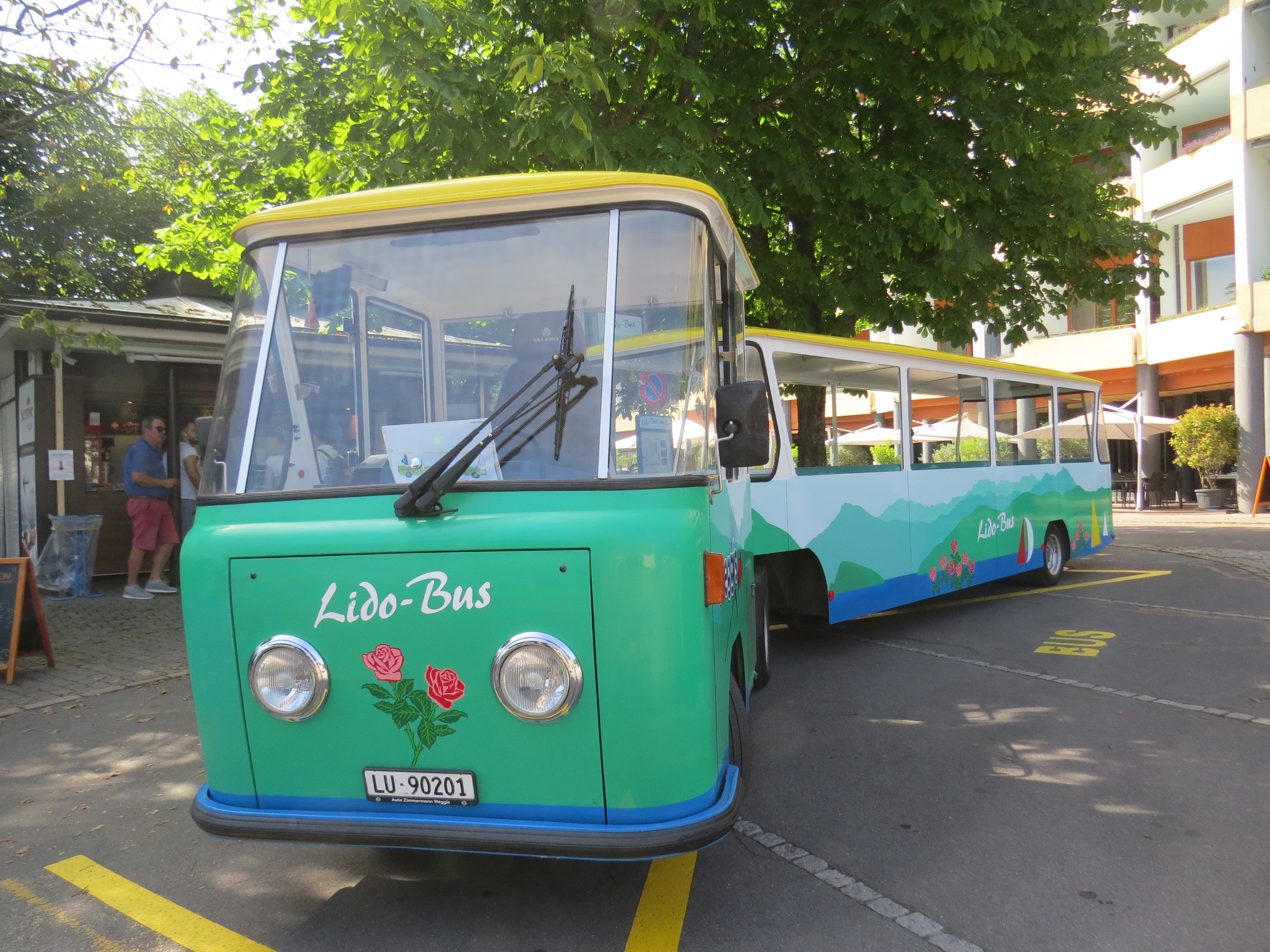
Der Lidobus in Weggis bei der Schiffstation

Seit 1944 zirkuliert – nach Vorbild des "Landibähnli Zürich" der Lidobus (ehemals Elektrobähnli genannt) zwischen der Schiffstation Weggis und dem Ortsteil Hertenstein. Im Laufe der Jahre wurde der Fahrplan um weitere Stationen erweitert. So verbindet der Lidobus heute während der Sommersaison nebst den Schiffstationen und dem Lido auch das Hotel Graziella, das Bildungsinstitut Stella Matutina, das Hotel Alexander, das Hotel Chenot Palace, das Hotel Friedheim, die Station Unterdorf, die Würth-Werft und die Talstation der Luftseilbahn Weggis-Rigi Kaltbad miteinander. Im Dienst stehen dabei mehrere Chauffeure der Gemeinde Weggis. Bei dem heutzutage fahrenden Lidobus mit grünem Anstrich handelt es sich nicht mehr um das Original aus 1944 mit Elektromotor und auch nicht um den 1959 angeschafften "roten" Lidobus mit Benzinmotor, sondern um eine Neuanschaffung aus dem Jahre 2002 – das neue Zugfahrzeug wieder mit Elektromotor –, welche einen sehr geringen Wendekreis aufweist und damit optimal an die engen Strassenführungen im Ortsbild angepasst ist.

## Bildung
In Weggis besuchten (Schuljahr 2022/2023) 54 Kinder die drei Kindergartenklassen im Neubühl und der Sigristhofstatt. Die Schulhäuser Grossmatt, Kirchmatt und Sigristhofstatt boten 174 Primarschülern in 9 Klassen und das Schulhaus Dörfli 130 Oberstufenschülern in 8 Klassen eine Bildungsmöglichkeit. Mittelschulen und Universität besucht die Mehrzahl der Lernenden in Luzern.

### Lernende mit Schulort Weggis
| Schuljahr (2022/2023) | Kindergarten | Basisstufe | Primarschule | Integrierte Sekundarstufe | Gesamthaft |
| --------------------- | ------------ | ---------- | ------------ | ------------------------- | ---------- |
| Abteilungen           | 3            |            | 9            | 8                         | 20         |
| Lernende              | 54           |            | 174          | 130                       | 358        |

aus der Gemeinde und Nachbargemeinden
Lernende mit Wohnort Weggis
| Schuljahr (2022/2023) | Kindergarten | Basisstufe | Primarschule | Gymnasium | Integrierte Sekundarstufe | Sonderschulung | Gesamthaft |
| --------------------- | ------------ | ---------- | ------------ | --------- | ------------------------- | -------------- | ---------- |
| Lernende              | 55           | 6          | 179          | 21        | 78                        | 3              | 342        |

in der Gemeinde wohnhaft; Quelle LUSTAT

## Besonderheiten
- Bekannt ist der Ort durch das Volkslied Vo Luzern uf Wäggis zue, das auch als Rigilied bekannt ist.[20]
- Weggis gehört zu den zahlreichen Steueroasen am Vierwaldstättersee.
- Im Jahr 1919 wurde in der Gemeinde das erste Freibad/Strandbad der Schweiz ohne Geschlechtertrennung eröffnet. Im Volksmund wurde das Bad deshalb auch "Schandbad" genannt.[21][22]
- Im Jahre 1946 wurde im Ortsteil Hertenstein das «Hertensteiner Programm» verabschiedet, das über die Gründung der Union Europäischer Föderalisten (UEF, bzw. Europa-Union) zur Gründung der Europäischen Union beitrug.
- Seit 1990 gibt es in Weggis einen Rebberg, der im Eidgenössischen Rebbaukataster eingetragen ist. Der Rebberg Eggisbühl unterhalb der Hügelkapelle des einstigen Herrschaftssitzes und späteren Bürgerheims wird bewirtschaftet durch den «Rebbergverein Eggisbühl».[23]
- Vom 22. Mai bis zum 4. Juni 2006 fand im Vorfeld der Fussball-WM in Deutschland das Trainingslager der brasilianischen Fussballnationalmannschaft in Weggis statt. Insgesamt 70'000 Zuschauer besuchten die 14 öffentlichen Trainingssessionen der Weltmeister von 2002, die mit einem Festprogramm begleitet wurden. Ein Medientross rückte die Gemeinde Weggis während dieser Zeit ins Rampenlicht.

## Persönlichkeiten
- Joseph Zimmermann wurde 1849 in Weggis geboren und kam zur Gesellschaft der Afrikamissionen und begründete die Missionarsbewegung in Irland.
- Mark Twain weilte 1897 mit seiner Familie in Weggis und bezeichnete diesen Ort als «den schönsten Flecken der Erde».
- Nach seiner Absetzung als Kaiser wohnte Kaiser Karl I. von Österreich mit seiner Frau Zita im «Schlosshotel» in Hertenstein, bevor er es zur Wiedererlangung der Herrschaft verliess und über Dübendorf nach Sopron flog.
- Hans Arp lebte in Weggis von 1907 bis 1913.
- Henri Gisbert Geene lebte ab 1916 in Weggis.
- Karl Ulrich Wolf wurde 1921 in Weggis geboren und starb 1957 auch hier. Der Komponist und Pianist war Direktor an der Königlichen Musikakademie Stockholm.
- Sergei Rachmaninow hatte von 1930 an seinen Wohnsitz zeitweise in Weggis.[24] In Hertenstein, Gemeinde Weggis, befindet sich die Villa Senar, die unter Denkmalschutz steht und von der Rachmaninoff-Stiftung kuratiert wird.
- Der Pianist Edwin Fischer lebte ab 1944 in Weggis und erhielt 1956 das Bürgerrecht.
- Der Fernseh-Quizmaster, Moderator und Radioreporter Mäni Weber (1935–2006) lebte ab 1995 bis zu seinem Tod in Weggis.
- Der Fernseh- und Radiomoderator Kurt Zurfluh (1949–2017) lebte zuletzt dort.
- Die Soulsängerin Caroline Chevin (* 1974) lebt in Weggis.
- Die Langstreckenläuferin Lucia Mayer-Hofmann wurde 1979 in Weggis geboren.